# Aye Auto
Aye Auto er en indisk film fra 1990 af Venu Nagavalli.

## Medvirkende
- Mohanlal som Sudhi
- Rekha som Meenakshi
- Sreenivasan
- Thikkurisi Sukumaran Nair som Retd. Banker Krishna Pillai
- K. B. Ganesh Kumar som Suresh
- Maniyanpilla Raju som Thangu
- Jagadish som Sreekrishnan
- Kuthiravattam Pappu som Haji Moidutty